# ジョゼフ・スタチャー
ジョセフ・"ドク"・スタチャー（Joseph "Doc" Stacher, 1902年 - 1977年2月28日）は、アメリカのユダヤ系ギャング。禁酒法時代の密輸屋で、のちマイヤー・ランスキーのカジノ事業に関わった。本名ジョゼフ・オイスタチャー（Joseph Oystacher）。ジョゼフ・ローゼン、ドク・ハリスなど多くの通り名・偽名がある。

## 来歴

### 初期
現ウクライナのレチチェフ生まれのユダヤ系ポーランド人。1912年渡米し、ニュージャージー州ニューアークに定住した。若い頃、ニューアークの第三管区ギャング ("Third Ward Gang")のメンバーで、リーダーのアブナー・ツヴィルマンと行商人を狙った強盗をしていた。

### 禁酒法時代
1920年代前半、ツヴィルマンと共に、リーンフィールド一家の密輸トラックの武装ガードマンを請け負った。やがて自ら密輸ビジネスに加わり、ニューアーク港に持ち込んだカナダ産の酒をニューヨークなど各商業地に運んだ。密輸の他、ツヴィルマンのヤミ賭博の運営に関わった。1920年代を通じて、強盗、暴行など10回逮捕された（いずれも放免）。密輸を通じてマイヤー・ランスキーやベンジャミン・シーゲルらのユダヤ系、ラッキー・ルチアーノやフランク・コステロらイタリア系の同業ギャングと知り合った。

### 全米犯罪シンジケート
1931年11月10日、マンハッタンのフランコニア・ホテルで行ったユダヤ系ギャングの会議で幹事を務めた。ルイス・バカルター、シーゲル、ジェイコブ・シャピロ、ハリー・グリーンバーグなどが参加していたが、バカルターを追っていた警察に捕捉され、スタチャーを含む総勢9名が逮捕された（程なく全員放免された）。会議ではユダヤ組織とイタリア組織が合併して全米犯罪シンジケートになることが決められたという）。ツヴィルマンの賭博ビジネスやその事業多角化に関わり、ウィリー・モレッティやジェラルド・カテナらイタリア系ギャングと地元ニュージャージーの賭博利権を分かち合った。
1930年代後半、ランスキーの賭博プロジェクトに加わり、カリブ海諸国のカジノの開拓に携わった。ランスキーがハバナに行く時、常に付き添い、キューバのフルヘンシオ・バティスタへの賄賂資金の運び役を務めたという。1930年代後半、ハリウッドに進出、コロンビア・ピクチャーズの映画スタジオの隠れ株主になっていた。1946年、全米ギャングの集まりであるハバナ会議に参加した。

### ラスベガス
1950年代にかけてラスベガスなどネバダ州のカジノ事業を任され、ニューヨークやシカゴのマフィア傘下のホテル・サンズの元締めを務めた。ジャック・エントラッターをフロントに立てて、裏からマフィア資金を管理した。1950年代初頭のキーフォーヴァー委員会では犯罪シンジケートの黒い活動歴が俎上に挙がり、とりわけツヴィルマンとの繋がりが追及された。1930年に取得していたアメリカ国籍は、前科を隠した不正申請を理由に抹消処分を受けた。

### イスラエル帰化
1964年、脱税で摘発され、当局により祖国ポーランドへ追放されかけたが、共産国への送還が当時禁止されたので免れた。翌年、旧友フランク・シナトラの介添えでイスラエルへ帰化を果たした（シナトラの知人のイスラエルの国会議員が協力し、帰還法の適用申請が通った）。イスラエルでは悠々自適の余生を送った。マスコミに協力的で、1970年、ランスキーの伝記作家の取材に応じた。1977年、ガンで死去した。葬儀には、ランスキーから花輪が届いた。1人娘はアメリカの大学を出て宝石デザイナーとなった。

## エピソード
- ランスキー伝記作者の取材に、若い頃の密輸仲間の思い出やハバナ会議、シーゲル暗殺にまつわる多彩なエピソードを提供して話題となった[8]。